# Reichswald Forest War Cemetery
Reichswald Forest War Cemetery – cmentarz wojenny Wspólnoty Brytyjskiej z okresu II wojny światowej położony w lesie Reichswald w pobliżu miejscowości Kleve w kraju związkowym Nadrenia Północna-Westfalia w Niemczech.
Na cmentarzu pochowano lub upamiętniono 7594 żołnierzy poległych podczas II wojny światowej.

## Historia
Cmentarz Wojenny Reichswald został założony przez Komisję Grobów Wojennych Wspólnoty Narodów (ang.: Commonwealth War Graves Commission). Po zakończeniu II wojny światowej sprowadzono tu ciała poległych na terenie zachodnich Niemiec. Większość żołnierzy zginęła podczas operacji Veritable w bitwach w lasach na granicy między Holandią a Niemcami, część podczas forsowania Renu w lutym 1945 r., część to żołnierze sił powietrznych, którzy zginęli podczas desantu w Hamminkeln (Operacja Varsity), część stanowią ciała lotników, którzy zginęli podczas różnych działań w powietrzu na terenie północno-zachodnich Niemiec. Nekropolię zaprojektował brytyjski architekt Philip Hepworth. Jest to największy cmentarz Wspólnoty Brytyjskiej w Niemczech.

## Nekropolia

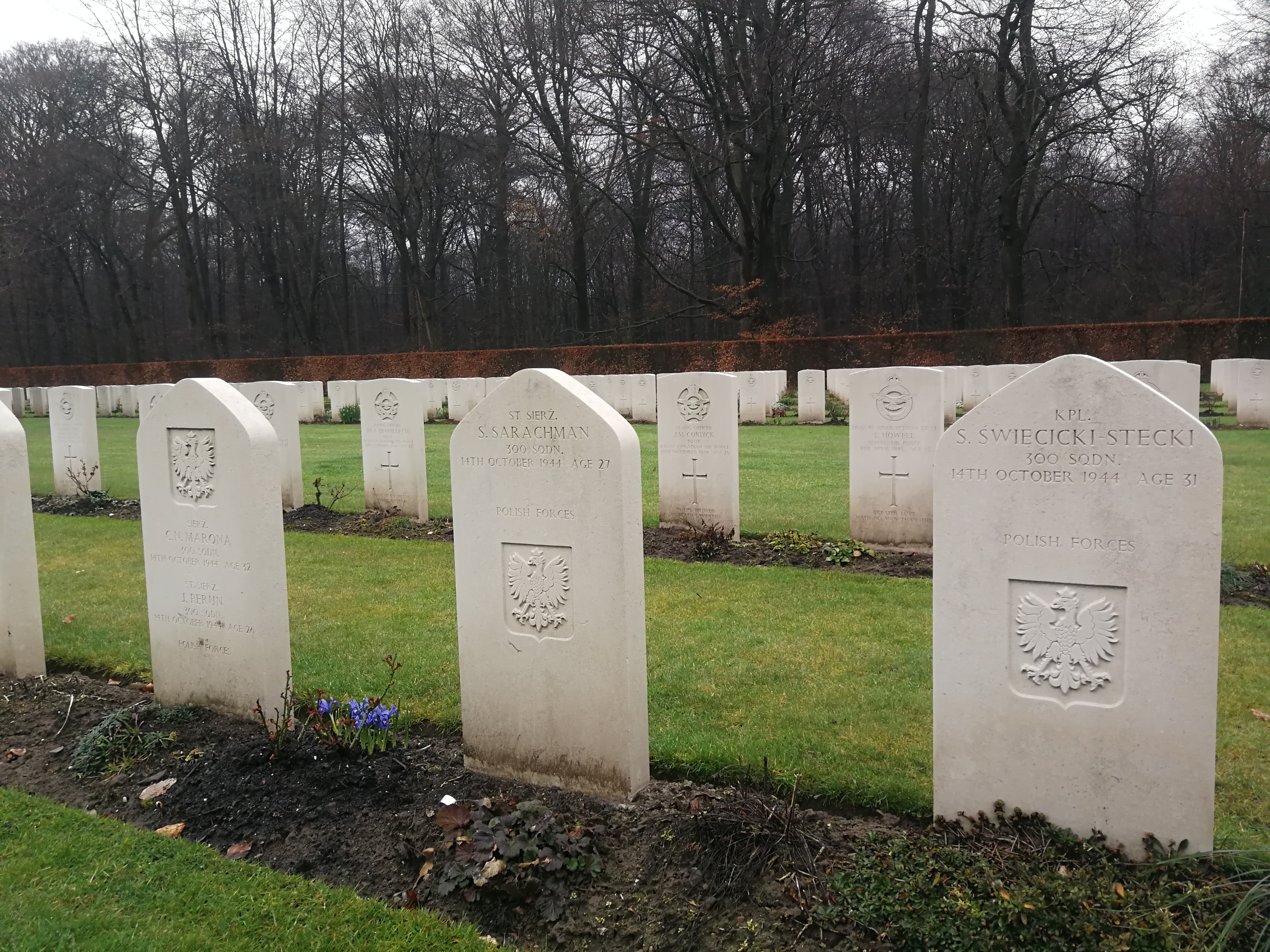
Nagrobki polskich pilotów

Nekropolia w lesie Reichswald zbudowana została według wytycznych zawartych w tzw. raporcie Kenyona, który jest normą dla brytyjskich cmentarzy wojennych, które powstały po I wojnie światowej. Według tego schematu wzniesiono dwie budowle w centrum – kamienny krzyż z nałożonym na siebie mieczem z brązu (Cross of Sacrifice) oraz prostokątny kamień (Stone of Remembrance) z inskrypcją pochodzącą z Biblii „Their name liveth for evermore”, pol. imię ich żyje w pokoleniach. Przy wejściu znajdują się dwie wieże w stylu mauretańskim, w których wyłożone są księgi z nazwiskami poległych. Po obu stronach od wejścia ciągną się wąskie rzędy nagrobków osadzonych w gęstej murawie. Każdy tu pochowany żołnierz ma własny kamienny nagrobek o wysokości trzech stóp i sześciu cali i o szerokości jednej stopy i trzech cali.
Na cmentarzu oprócz Brytyjczyków pochowanych jest 706 Kanadyjczyków, 328 Australijczyków, 127 Nowozelandczyków, 73 Polaków oraz przedstawiciele innych nacji.
Prawie wszyscy pochowani tutaj Polacy służyli w jednostkach bombowych: 300. Dywizjonie Ziemi Mazowieckiej, 301. Dywizjonie Bombowym Ziemi Pomorskiej „Obrońców Warszawy”, 304. Dywizjonie „Ziemi Śląskiej” oraz 305. Dywizjonie Bombowym Ziemi Wielkopolskiej.
Na cmentarzu Reichswald odbywają się regularnie polsko-niemieckie obchody rocznicy 1 września.